# Person des öffentlichen Lebens
Person des öffentlichen Lebens (englisch public figure, französisch personne publique) ist ein Rechtsbegriff im europäischen, schweizerischen und US-amerikanischen Recht für besonders bekannte Personen. Im Französischen bezeichnet ‹personne publique› auch die öffentlich-rechtliche Körperschaft.
Der Begriff beeinflusst das Recht auf Privatsphäre, die Zulässigkeit von Äußerungen in der Berichterstattung und das Recht am eigenen Bild. Der Begriff und der Inhalt des Konzepts variiert je nach Rechtsordnung. Sie stehen im Zusammenhang der Ausdifferenzierung der Rechtspersönlichkeit.

## Europäische Menschenrechtskonvention
Der Begriff der Person des öffentlichen Lebens (public figure) wird in der Rechtsprechung des Europäischen Gerichtshofs für Menschenrechte (EGMR) bei der Auslegung von Artikel 8 der Europäischen Menschenrechtskonvention – Recht auf Achtung des Privat- und Familienlebens – verwendet. Die Parlamentarische Versammlung des Europarates definierte Personen des öffentlichen Lebens in Ziffer 7 ihrer Entschließung Nr. 1165 (1998) als „Personen, die offizielle Funktionen wahrnehmen und/oder auf öffentliche Ressourcen zurückgreifen und generell alle diejenigen, die im öffentlichen Leben eine Rolle spielen, ob in Politik, Wirtschaft, Kunst, Gesellschaft, Sport oder in anderen Bereichen“.
In einem Urteil vom 7. Februar 2012 hat der Europäische Gerichtshof für Menschenrechte (EGMR) betont, dass ein öffentliches Informationsinteresse nach den Umständen des Einzelfalles auch an Sportthemen oder ausübenden Künstlern bestehen könne, nicht aber bei mutmaßlichen Eheproblemen eines Staatspräsidenten oder bei Geldsorgen eines bekannten Sängers. Die Krankheit des regierenden Fürsten von Monaco habe als Ereignis aus dem Bereich der Zeitgeschichte angesehen werden dürfen. Im Allgemeinen gelte, dass der Öffentlichkeit unbekannte Personen eines stärkeren Schutzes bedürfen als der Öffentlichkeit bekannte Personen. Auch stellte der EGMR fest, dass Caroline und Ernst August von Hannover Personen des öffentlichen Lebens sind.
In einem Parallelverfahren hatte der EGMR über die Zulässigkeit einer Berichterstattung über den Drogenkonsum eines deutschen Schauspielers zu entscheiden. Dabei betonte er, dass das öffentliche Interesse an der Berichterstattung über Strafverfahren unterschiedlich stark ausgeprägt sein könne. Als Abwägungskriterien dienten bei dieser Frage u. a. die Bekanntheit und das vorangegangene Verhalten der Person, die Schwere und Art der Tat, der Umstand der Festnahme, die Methode der Informationsgewinnung, die Wahrheit der Information und der Umstand, ob diese Tatsachen bereits öffentlich bekannt waren.
Die beiden jüngsten Urteile werden aus rechtswissenschaftlicher Perspektive zwar grundsätzlich begrüßt, gleichzeitig aber auch kritisiert, weil der EGMR die sogenannte „bloße Unterhaltung“ nach wie vor tabuisiere und bei der Frage nach dem öffentlichen Informationsinteresse hinsichtlich unterhaltender Medienberichte nicht die empirischen Erkenntnisse der Kommunikationswissenschaft beachte. Gleichzeitig werde die Meinungs- und Pressefreiheit durch diese normative Bestimmung des Informationswertes von Medienberichten höchst subjektiven Erwägungen der Richter preisgegeben, was dem Gebot staatlicher Neutralität widerspreche.

## Schweiz
Der Begriff wird in Artikel 31 des Bundes-Datenschutzgesetzes (DSG) der Schweiz verwendet. Dort gilt es als ein möglicher Rechtfertigungsgrund für das Bearbeiten von Personendaten, wenn die bearbeitende Person „Daten über eine Person des öffentlichen Lebens sammelt, sofern sich die Daten auf das Wirken dieser Person in der Öffentlichkeit beziehen“.

## Vereinigte Staaten
Im US-amerikanischen Recht findet der Begriff der public figure Anwendung bei der Auslegung des 1. Zusatzartikels zur Verfassung (first amendment). Dabei tragen z. B. Personen des öffentlichen Lebens, die auf deliktische Haftung (tort) wegen defamation (Verleumdung) oder infliction of emotional distress (Zufügung von seelischem Schmerz) durch ehrverletzende Äußerungen klagen, die Beweislast für die Unwahrheit der Behauptung und müssen darüber hinaus nachweisen, dass dem Äußernden die Unwahrheit bekannt oder aus grober Fahrlässigkeit unbekannt war (malice). Dies galt in der Rechtsprechung des Obersten Gerichtshofs – entwickelt am Fall New York Times Co. v. Sullivan (1964) – zunächst nur für öffentliche Amtsträger (public officials), wurde aber 1967 in der Entscheidung Curtis Publishing Co. v. Butts (betreffend einen Football-Trainer) auf public figures ausgedehnt.
Dabei wird weniger als im Geltungsbereich der Europäischen Menschenrechtskonvention darauf abgestellt, ob sich die Äußerung auf eine Angelegenheit des öffentlichen Interesses bezieht, und stärker auf die Person, um die es geht. Das führt dazu, dass unter Umständen auch schmähende Äußerungen über Personen des öffentlichen Lebens nach US-Recht zulässig sind, die unter der EMRK unzulässig wären.
Die Meinungsfreiheit hat eine besondere Geschichte in den USA; im Vereinigten Königreich ist (Beweislastverteilung) freie Meinungsäußerung nicht in gleicher Weise geschützt wie in den Vereinigten Staaten. Im Zusammenhang wird von libel tourism gesprochen, wenn Kläger in Verleumdungsfällen ihre Klagen ins Ausland tragen, weil sie sich dort einen für sie günstigeren Ausgang erhoffen.

## Deutschland
Vergleichbar ist die sogenannte Person der Zeitgeschichte, die im deutschen Stasi-Unterlagen-Gesetz erwähnt wird und daneben vor allem in der Auslegung der §§ 22 und 23 des Kunsturheberrechtsgesetzes (KUG) Bedeutung hat, in denen es um das Recht am eigenen Bild geht.
Die genannten Gesetze konkretisieren das allgemeine Persönlichkeitsrecht, wie es z. B. in Deutschland in ständiger Rechtsprechung des Bundesverfassungsgerichts als eigenständiges Grundrecht aus Art. 2 Abs. 1 Grundgesetz (GG), sog. freie Entfaltung der Persönlichkeit, i. V. m. Art. 1 GG (Menschenwürde) hergeleitet wird. Gegenpol ist die in Art. 5 GG garantierte Meinungs- und Pressefreiheit. Einen einheitlich geregelten Schutz vor Veröffentlichungen in Wort und Bild gibt es bislang nicht, ebenso wenig sind die o. g. vagen Rechtsbegriffe bisher gesetzlich definiert worden. Daher beruhen die folgenden Definitionen auf gerichtlichen Kasuistiken.
Die Rechtsprechung hat bisher definiert, dass das öffentliche Interesse an Informationen aus der Privatsphäre (nicht aber aus der Intimsphäre) einer Person berechtigt ist, wenn der Betroffene prominent ist oder öffentliches Aufsehen erregt. Die Bekanntheit kann durch Rang oder Ansehen, Amt oder Einfluss, Fähigkeiten oder Taten entstehen (das sogenannte Caroline-von-Monaco-Urteil II). Beispiele sind Politiker, Inhaber hoher Ämter, Künstler oder berühmte Sportler. Allein die Anwesenheit bei aufsehenerregenden Ereignissen ist dagegen nicht ausreichend. Für Kinder und Jugendliche genießt die ungestörte Privatsphäre absolute Priorität vor dem Medieninteresse.